# Leave It to Me!
Leave It to Me! ist ein Musical von Cole Porter, das Buch stammt von Samuel und Bella Spewack nach ihrem Stück Clear All Wires (1932). Das Musical wurde von Vinton Freedley produziert, Mary Martin debütierte am Broadway und Gene Kelly hatte mit einer Nebenrolle sein erstes Broadway-Engagement. Die Uraufführung fand am 9. November 1938 im Imperial Theatre in New York statt.
 Die deutschsprachige Erstaufführung fand unter dem Titel Wodka-Cola am 31. Dezember 1987 im Kleinen Haus in Stuttgart statt; mit der Übersetzung von Michael Kunze, in einer Fassung von Dietrich Hilsdorf und Michael Quast. 

## Inhalt
Der Zeitungsverleger J. R. Brody will unbedingt amerikanischer Botschafter in der Sowjetunion werden. An seiner Stelle wird jedoch Alonzo P. Goodhue, ein Badewannenhersteller aus Kansas, berufen. Brody beauftragt nun seinen besten Korrespondenten Buckley Thomas in Moskau, dafür zu sorgen, dass Goodhue den Posten schnell wieder verlässt. Das möchte Goodhue selbst auch, denn der hat den leidigen Posten seiner ehrgeizigen Frau Leora zu verdanken. Doch alle Bemühungen des Korrespondenten führen stets zum Gegenteil, Goodhue wird als Held gefeiert. Schließlich stellt Buck fest, dass nur gute Taten nicht belohnt werden und lässt Goodhue eine Rede über Völkerverständigung und die Gleichstellung aller Nationen halten. Dies führt auch prompt zur Abberufung Goodhues. Nun sieht J. R. Brody seine Zeit gekommen, wird aber nur Sonderbeauftragter für Liberien und verkauft daraufhin seine Zeitung an Goodhue. Nebenbei wird Buck noch entlassen, bekommt aber als Ausgleich seine alte Liebe Colette.

## Bekannte Musiknummern
- From Now On
- My Heart Belongs to Daddy
- Get Out of Town